# The Death of Tragedy (álbum de Abney Park)
The Death Of Tragedy es el séptimo álbum de estudio de Abney Park, tiene varias influencias de música industrial, de danza, celta, sinfónica y de Oriente Medio. Es un punto de inflexión desde el anterior sonido de gótico industrial al Steampunk y Neoclassical darkwave que hizo el éxito de la banda. La carátula es una foto del Fuerte Rojo, donde el cantante y compositor Robert Brown vivió cuando era niño.

## Lista de canciones
| N.º | Título                   | Duración |  |
| 1.  | «Stigmata Martyr»        | 5:05     |  |
| 2.  | «The Wrong Side»         | 3:31     |  |
| 3.  | «Dear Ophelia»           | 4:51     |  |
| 4.  | «Witch Cult»             | 0:25     |  |
| 5.  | «Sacrilege»              | 2:58     |  |
| 6.  | «All The Myths Are True» | 3:08     |  |
| 7.  | «Death Of The Hero»      | 4:25     |  |
| 8.  | «Love»                   | 2:42     |  |
| 9.  | «Downtrodden»            | 5:14     |  |
| 10. | «False Prophecy»         | 5:42     |  |

## Créditos
- Robert Brown – voz, derbake
- Kristina Erickson - teclado
- Traci Nemeth - voz
- Rob Hazelton - guitarra
- Krysztof Nemeth - bajo

Artistas Invitados
- Nathen Rollins - violín
- Lyssa Browne - “reportera” (All The Myths Are True)
- Bill Owens - “comunicador” (All The Myths Are True)